# Le amanti del dr. Jekyll
Le amanti del dr. Jekyll (El secreto del dr. Orloff) è un film del 1964, scritto e diretto da Jesus Franco.

## Trama
Il dottor Jekyll scopre che sua moglie Ingrid lo tradisce. Accecato dall'ira, uccide l'amante. Rifacendosi alle teorie di Orloff, riporta in vita il fedifrago per servirsene come automa umano. Dopo aver brutalmente assassinato la consorte, lo scienziato prosegue la catena di delitti, al fine di punire chiunque compia atti impuri o adulteri. 

## Produzione
Nonostante in Italia sia stato distribuito con un titolo fuorviante, il lungometraggio, nella versione spagnola, si presenta come sequel de Il diabolico dottor Satana.
La storpiatura del dottor Jekyll non ha nulla a che vedere con l'opera di Robert Louis Stevenson. 
Jesus Franco, oltre al ruolo di regista, si presta in un cameo, nelle vesti di un pianista.
Il castello che fa da sfondo per tutto il film è situato nei pressi di Madrid. 

## Distribuzione
Uscito in Spagna nel 1964, l'anno successivo venne esportato in Italia e Francia. 
Sono presenti edizioni home video in lingua originale. 

## Accoglienza
Il portale Longtake recensisce così la pellicola: «Molti i cedimenti strutturali di un'opera che conserva una sua originalità ma che è indubbiamente troppo pasticciata per convincere al di fuori della cerchia dei fans del regista».